# Transporter (Landwirtschaft)

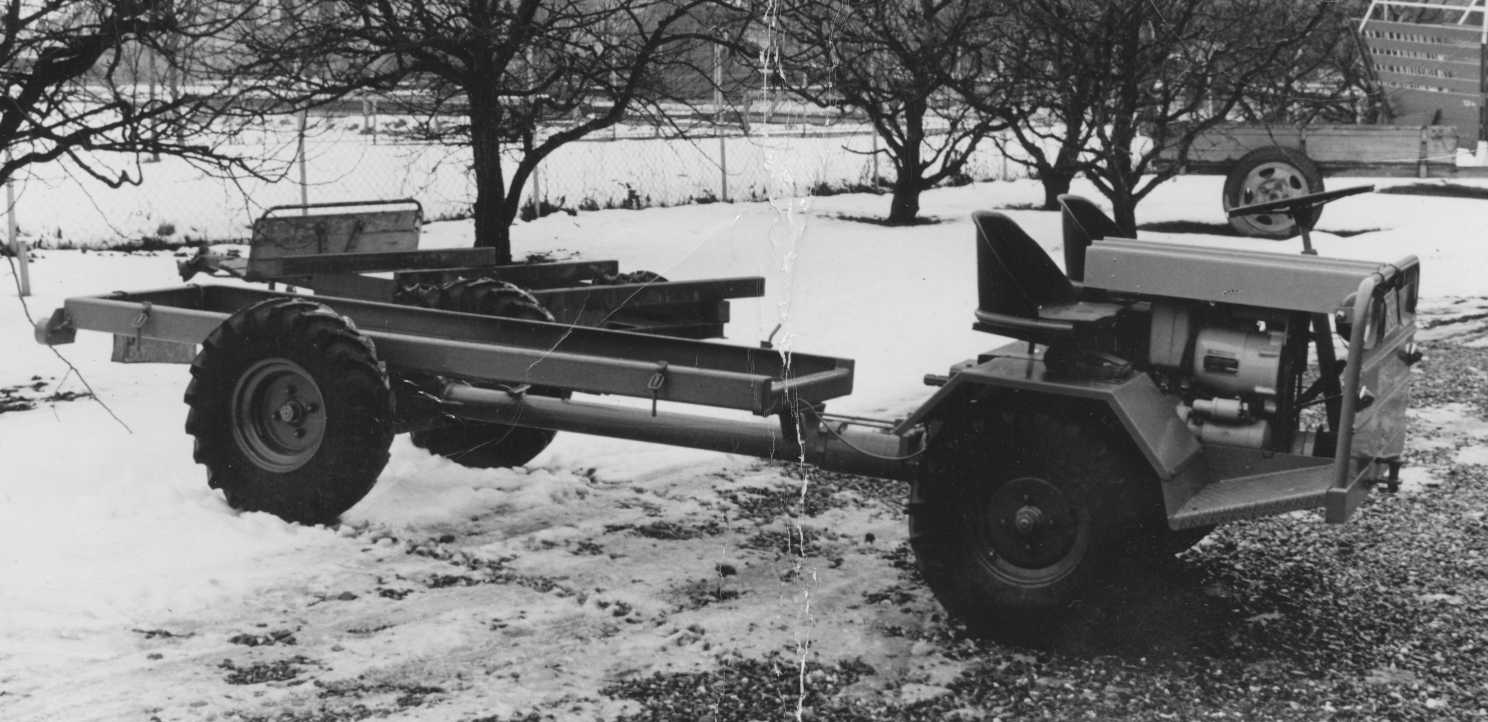
Ein Transporter ohne Aufbau

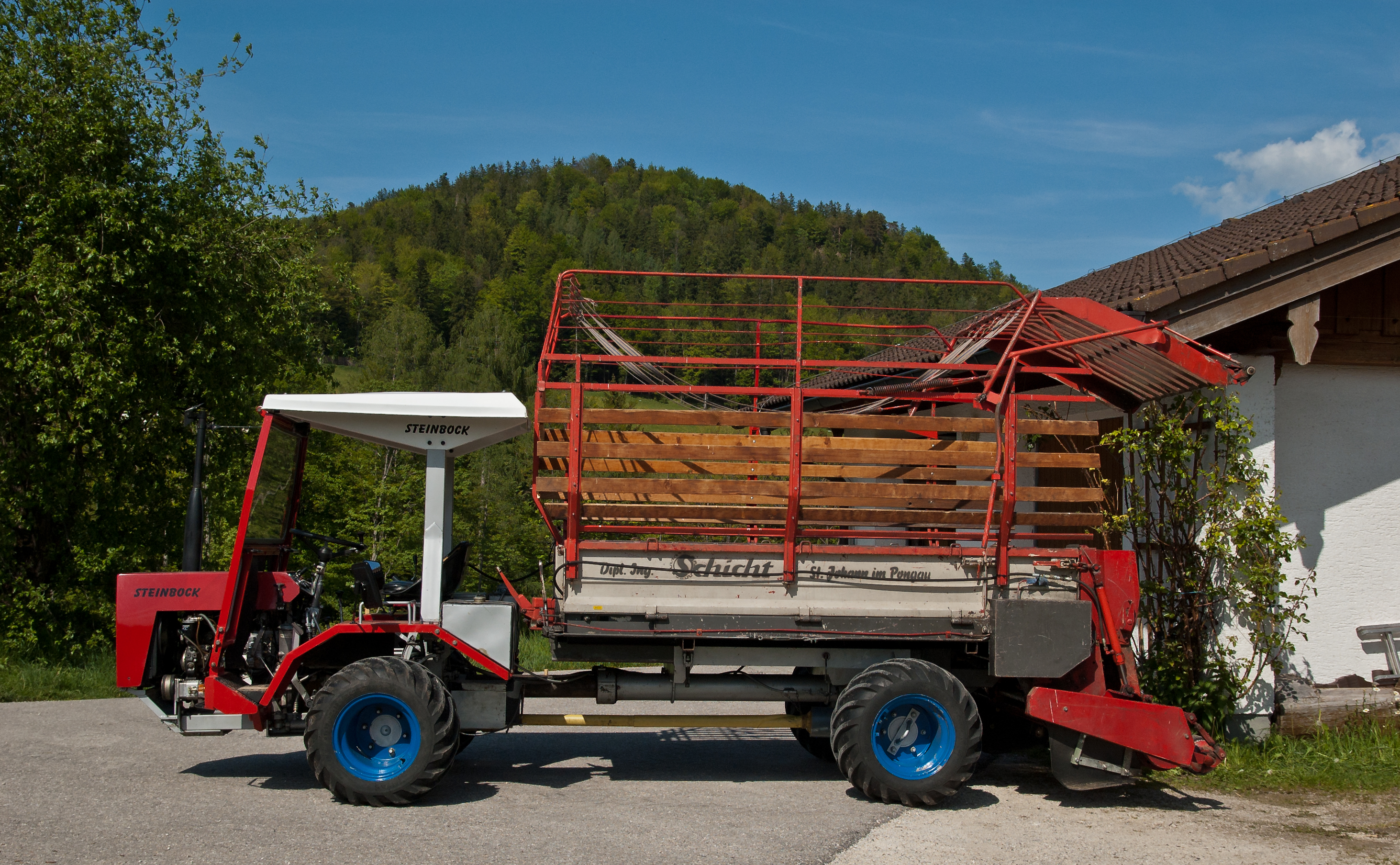
Transporter mit aufgebautem Ladewagen

Ein Transporter ist eine speziell für Bergregionen entwickelte Version eines Traktors.
Transporter waren eine Weiterentwicklung der Motormäher, nachdem diese aufgrund des durch die Leistungssteigerung immer höher werdenden Gewichts mit der bei ihnen üblichen Drehschemellenkung kaum noch zu handhaben waren. Die ersten Versionen der Fahrzeugkategorie Transporter entwickelte und baute der Landmaschinenhersteller Schilter. Sie wurden aus einer Kombination von Einachstraktor mit einem über die Wegzapfwelle angetriebenen Anhänger gebildet. Die im Vergleich zu normalen Traktoren besseren Transport- und Steigleistungen der Triebachsanhänger wurden mit einer gegenüber der davor verwendeten Knicklenkung weniger unfallgefährdeten Achsschenkellenkung ergänzt. Der Gesetzgeber in der Schweiz und Österreich schuf dafür den Begriff des Motorkarrens. Um ihn sinnvoll einsetzen zu können, wurden für den Transporter vielfältige Zusatzgeräte wie Ladewagen, Frontmähwerk, Miststreuer, Ladekran, Seilwinde, Böschungsmäher und auch speziell angepasste Güllefässer entwickelt.
Der Transporter wurde ähnlich dem Traktor in anderen Gebieten für den Bergbauern zur Schlüsselmaschine. Eine rationellere Bearbeitung seiner Flächen wurde dadurch im Vergleich zur alternativen Verwendung von Einachstraktoren insbesondere durch die Möglichkeiten einer breiteren Bereifung und einer höheren Motorleistung möglich.
Momentane und ehemalige Hersteller von Transportern sind beispielsweise Aebi, Reform-Werke, Lindner, Rapid, Steinbock, Bucher,  Carraro und Goldoni.